# Absonocytheropteron
Absonocytheropteron is een geslacht van uitgestorven kreeftachtigen uit de klasse van de Ostracoda (mosselkreeftjes).

## Soorten
- Absonocytheropteron carinatum Puri, 1957 †
- Absonocytheropteron watervalleyense Krutak, 1961 †